# Киппенбергер, Мартин
Мартин Киппенбергер (нем. Martin Kippenberger; 25 февраля 1953, Дортмунд — 7 марта 1997, Вена) — немецкий художник, скульптор и фотограф, представитель движения новые дикие, известен многочисленными работами в головокружительном диапазоне стилей и медиа, а также провокационным поведением и пьянством.
Репутация и влияние Киппенбергера выросли после его смерти. Его творчество стало предметом нескольких больших ретроспектив, включая выставку в Tate Modern в 2006 и «the Problem Perspective» в Музее современного искусства в Лос-Анджелесе в 2008 (выставка была затем показана в Музее современного искусства в Нью-Йорке в 2009).

## Биография
Мартин Киппенбергер родился 25 февраля 1953 в Дортмунде. Он учился в Высшей школе изобразительного искусства в Гамбурге (1972—1976), где Зигмар Польке, хотя и не преподавал ему непосредственно, оказал на него влияние. По окончании образования Киппенбергер некоторое время жил в Италии.
Работая поначалу с живописью, он также начал работать в других медиа — скульптура, коллаж, фотография, инсталляция. В 1978 он переезжает в Берлин, где становится одним из организаторов «Бюро Киппенбергера», в котором организует выставки молодых художников. В 1979 Киппенбергер выставился в Kunsthaus, Гамбург, назвав свою выставку «Kommen, Kucken, Kaufen». В 1980 художник живёт в Париже, в 1981 участвует в выставке «Панорама Германии».
В 1984 он принимает участие в художественной выставке «Отсюда: 2 месяца нового немецкого искусства в Дюссельдорфе»; вступает в Ложу Лорда Джима, среди организаторов которой также были Йорг Шлик, Вольфганг Бауэр, Альберт Оэлен.
В 1985 Киппенбергер выставил «Buying America and Selling El Salvador» в Metro Pictures Ltd в Нью-Йорке, большая инсталляция включала множество скульптурных работ. В этом безумном нагромождении объектов и образов он ставил под сомнение понятия порядка, рациональности и необходимости единства.
В 1988 Киппенбергер принял участие в Венецианской биеннале. С 1992 он читает лекции по искусству в университетах Касселя, Амстердама и Ниццы, а также в Йельском университете. В 1996 Киппенбергер становится лауреатом премии Кете Кольвиц. В 1997 художник участвует в выставке современного искусства Документа 10 в Касселе, а 7 марта умирает в Вене вследствие хронического алкоголизма.

## Творчество
Стратегией Киппенбергера было создавать работы шокирующие, неприятные, беспокоящие. Хотя иногда они выглядят юмористическими или поверхностными, под этим тонким слоем лежат серьёзные вопросы о моральной ответственности художника, ценностях и убеждениях западной культуры и природы человеческого разрушения.
В 1987 Киппенбергер интегрировал живопись Герхарда Рихтера, которую он купил, в крышку кофейного столика, поставив вопросы о социальной функции искусства, его ценности и статусе.
В 2003 году работы Киппенбергера украшали немецкий павильон на 50-й Венецианской биеннале. В 2006 в лондонской галерее Тейт была организована большая ретроспективная выставка художника.
Художественное творчество Киппенбергера, в значительной мере провокативное и нонконформисткое, относится к направлению Новых диких. Большую часть своих произведений он создавал в состоянии алкогольного опьянения.

## Происшествия
В 2011 году уборщица немецкой художественной галереи (Музей Оствалль в Дортмунде) нанесла непоправимый ущерб работе Киппенбергера. Женщина заполировала то, что посчитала некрасивым на скульптуре. Уборщица подумала, что краска на произведении искусства является грязным пятном и тщательно затерла её до блеска. Полотно называется "Когда начало капать с потолка". Художник создал башню из деревянных планок, под которой разместил корыто с тонким слоем краски, представляющей собой высохшую дождевую воду. Представитель галереи, в которой скульптура находилась на правах аренды, сказал, что художественное произведение теперь невозможно восстановить.